# Schronisko PTTK na Hali Łabowskiej

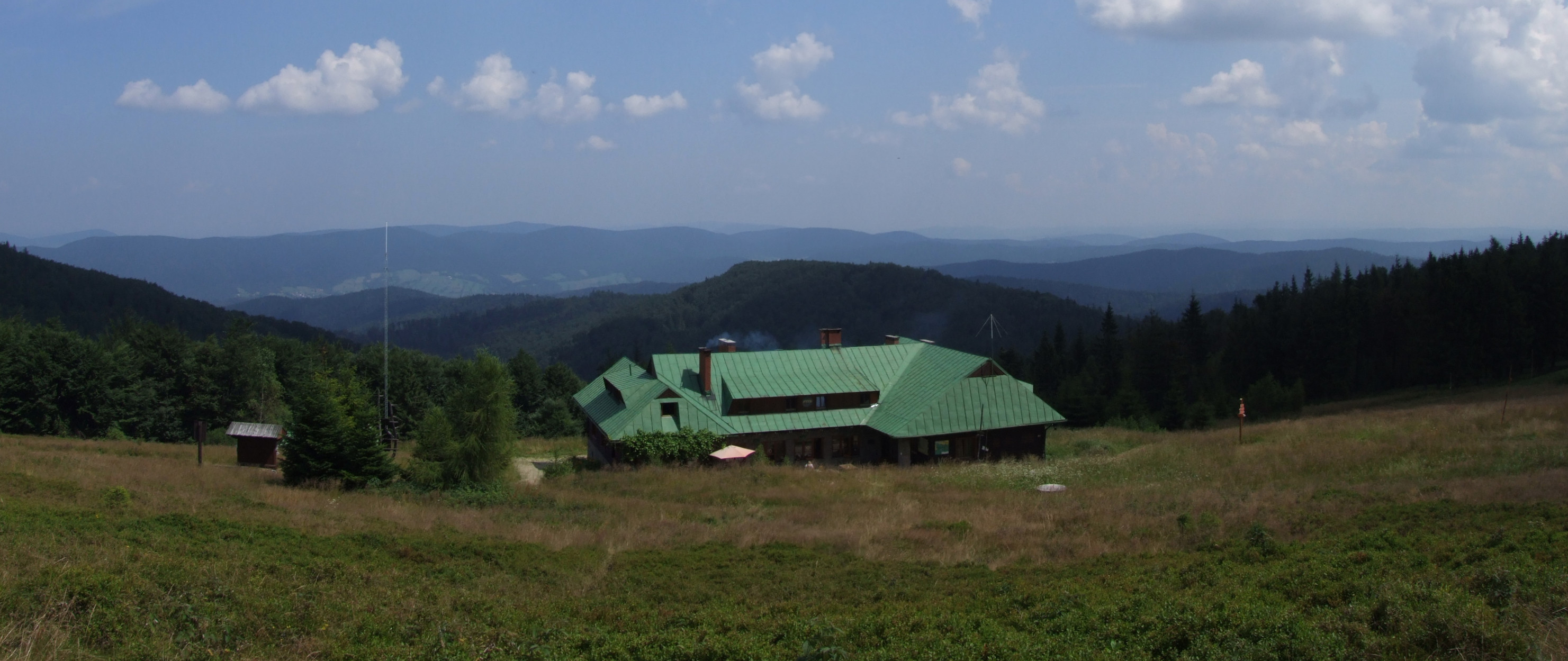
Schronisko na Łabowskiej Hali i panorama widokowa

Schronisko PTTK na Hali Łabowskiej – schronisko turystyczne położone w Beskidzie Sądeckim, w centralnej części pasma Jaworzyny, na wysokości 1061 m n.p.m.
Historia schroniska zaczęła się w 1953, kiedy na rozległej Hali Łabowskiej oddział PTTK z Nowego Sącza wybudował schron turystyczny, składający się z pokoiku i kuchni. Kilka lat później obiekt rozbudowano, dodając dwa pokoje – schron mógł pomieścić 40 osób. W latach 1973–1980 doszło do kolejnej rozbudowy i budynek zyskał dzisiejszy wygląd schroniska. W 1995 schronisku nadano imię Władysława Stendery.
Obecnie schronisko jest obiektem turystyki kwalifikowanej. Otacza je Popradzki Park Krajobrazowy, a w pobliżu znajdują się trzy rezerwaty przyrody. Obok schroniska znajdują się tablice informacyjne dla turystów i źródło z wodą.
Schronisko nie jest podłączone do sieci energetycznej i prąd w nim dostępny jest jedynie w godzinach pracy agregatu (godz 18-20). Należy wziąć to pod uwagę planując tam nocleg i zaopatrzyć się w dodatkowe źródła energii (latarki, powerbanki).

## Szlaki turystyczne
–  czerwony Główny Szlak Beskidzki. Czas dojścia z Rytra – 4:30 h, w odwrotną stronę 3:30 h, z Jaworzyny Krynickiej 3:15 h, w odwrotną stronę 3:30 h.
 – niebieski z Łabowej – 1:45 h, z powrotem 2 h.
 – żółty z Łomnicy-Zdroju – 3:15 h, z powrotem 2 h.
 – niebieski z Piwnicznej-Zdroju – 3 h, z powrotem 2:30 h.
Przez Halę przebiega również szlak przyrodniczy im. hrabiego Adama Stadnickiego. 

## Kontakt
HALA ŁABOWSKA Schronisko PTTK na Hali Łabowskiej im. W. Stendery
33-336 Łabowa